# Lactoria fornasini
Lactoria fornasini is een straalvinnige vis uit de familie van de koffervissen (Ostraciidae). De wetenschappelijke naam van de soort is, als Ostracion fornasini, voor het eerst geldig gepubliceerd in 1846 door Giovanni Giuseppe Bianconi.

## Type
- holotype: MZUB 131
- typelocatie: Mozambique

## Synoniemen
- Ostracion pentacanthus Bleeker, 1857
- Lactoria galeodon Jenkins, 1903
- Lactoria fuscomaculata Von Bonde, 1923

## Verspreiding
De soort komt voor in het Indopacifisch gebied van de oostkust van Afrika, de Seychellen, Madagaskar, Mauritius en de Maldiven, oostelijk tot aan Hawaï, noordelijk tot aan Japan, zuidelijk tot Australië, Nieuw-Caledonië en Nieuw-Zeeland.